# Курганский (редут)
Редут Курганский — сторожевое укрепление Тоболо-Ишимской линии, находится в 5 км на запад от посёлка Марьяновки Марьяновского района Омской области.
Укрепления редута состояли из вала, рва, надолб, роготок. На территории редута находились пороховой погреб артиллерийской сарай, офицерский дом, солдатские казармы, сени, конюшня, баня. За крепостью находилась Курганская слобода.
В начале XIX века редут утратил военное назначение.